# 一草舎
一草舎（いっそうしゃ）は、長野県に関する書籍を出版していた長野市の出版社である。一草舎出版とも。

## 歴史
2004年（平成16年）2月創業。創業者は郷土出版社（松本市）を創業した高橋将人。所在地は長野県長野市若里5-10-48。
1975年（昭和50年）に郷土出版社を創業した高橋であったが、2000年（平成12年）2月に解離性大動脈瘤を患い、一度は経営から身を引いたものの、再起し2004年に一草舎を立ち上げた。
高橋の「信州以外の本は作らない。そして会社維持だけのための本は作るまい」（引用）との想いから、「信州の本」にこだわり、長野ゆかりの童謡、民話、歴史などの出版活動を続けてきた同社であったが、2010年（平成22年）6月に任意整理による解散をした。
2010年7月、宮帯出版社（京都府京都市上京区）が発売元となって全国の書店に流通させている。